# Shérazade Ramond-Hannane
Shérazade Ramond-Hannane ou Shahrazad Ramond, née en 1990, est une nageuse marocaine, possédant la double nationalité marocaine et française.

## Carrière
Shérazade Ramond-Hannane obtient la médaille d'argent du relais 4 x 100 m quatre nages aux Championnats d'Afrique de natation 2010 à Casablanca avec Sara El Bekri, Imane Boulaamane et Noufissa Chbihi. 
Elle s'est entraînée, entre autres, aux clubs de Meaux et de Canet-en-Roussillon.